# آراء اليهودية في التطور

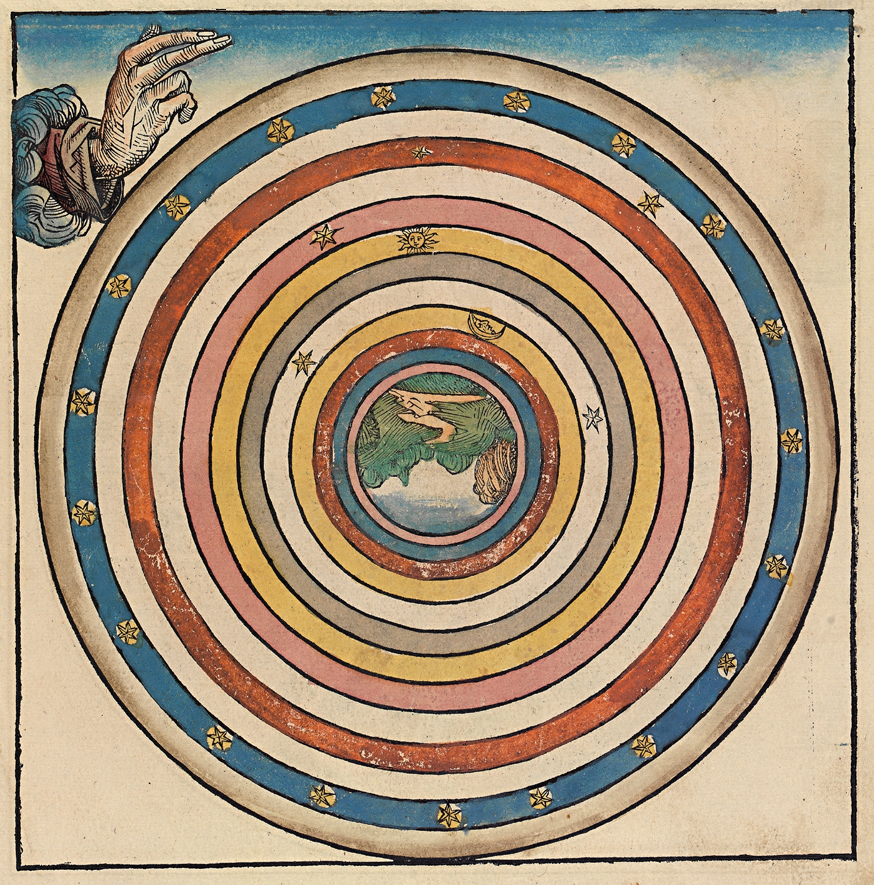

تشمل الآراء اليهودية في التطور طيفًا واسعًا من الآراء عن نظرية التطور والتطور التجريبي وأصل الحياة وعمر الكون والخلقية التطورية والتطور الإلهي. يقبل كثير من اليهود اليوم نظرية التطور ولا يرون مخالفتها لليهودية التقليدية، مستدلّين بتأكيد حاخامات كبار منهم فيلنا غاون وابن ميمون على المغزى الأخلاقي لا الواقعي للنص المقدس.

## التعاليم الحاخامية التقليدية
لم يعتقد أحد من من الحاخامات أن الله أتم خلق الكون قبل 6 آلاف عام. ورد ذكر هذا العمر في تأريخ تطور في مدراش سدر عولم، ولكن التأويل الحرفي لسفر التكوين نادر في اليهودية. نُسب هذا العمر للحاخام يوسي بن حلفتا ويشمل التاريخ منذ خلق الكون إلى تدمير المعبد الثاني في أورشليم. أما موسى بن نحمان في العقد الأول من القرن الثالث عشر فقد حسب عمر الأرض وكان حسابه مقاربًا للتقديرات العلمية الحديثة.
يعتقد معظم الحاخامات المعاصرين أن الكون أقدم من 6 آلاف عام. يعتقد هؤلاء الحاخامات أن هذا الرأي ضروري لقبول النظريات العلمية، كنظرية التطور. يبني أصحاب هذا الرأي استنتاجاتهم على آيات من التلمود أو المدراش. من هذه الآيات:
- ورد في المدراش: خلق الله عوالم كثيرة فلم ترضه، وترك العالم الذي أرضاه.[6]
- قال موسى بن نحمان (1194–1270): في اليوم الأول خلق الله الطاقة (כח)، «مادّة» (חומר) كل الأشياء، ثم أتم خلق الخليقة الرئيسة. بعد ذلك خلق الله كل شيء من تلك الطاقة.
- ورد في بعض المدراشات أن «الأسبوع الأول» من الخلق استمرّ مددًا طويلةً جدًّا.[7]

## التعاليم الحاخامية في القرون الوسطى
استنتج الحاخام بحي بن أشر (القرن الحادي عشر، إسبانيا) في تفسيره للتوراة أن للوقت أنظمة كثيرة كانت موجودة في الكون قبل أن يبدأ مجال التاريخ الذي يعرفه الإنسان. وبناء على القبالة حسب عمر الأرض فكان مليارات السنين.
اعتقد بعض العقلانيين الفلسفيين في القرون الوسطى، مثل ابن ميمون وابن جرشون، أن كلام سفر التكوين ليس كله معنيًّا بالحرف. وحسب هذا الرأي، يجب على الإنسان أن يفهم التوراة على نحو يوافق مكتشفات العلم. وكتب ابن ميمون أحد أعظم الحاخامات في العصور الوسطى أنه إذا اختلف العلم والتوراة، فهو إما من قلة فهم العلم أو من سوء تفسير التوراة. ورأى ابن ميمون أنه إذا أثبت العلم رأيًا لا يناقض أسس الإيمان، فإن هذا الاكتشاف يجب أن يُقبَل ويجب أن يفسَّر النص المقدس بالتوافق مع هذا القبول. فعلى سبيل المثال، عندما ناقش رأي أفلاطون القائل بقدم العالم، وجد أنه ما من دليل عقلي يدل على هذا ولا على خلافه، لذا فهو حر في قبول هذا الرأي، وقد قبله، أما النظرة التوراتية الحرفية فترى أن الكون خُلق في وقت محدد، ولكن إذا كانت نظرية أفلاطون مقنعة ولها أدلة علمية كافية، فينبغي تفسير سفر التكوين بما يوافقها. وفي شأن سفر التكوين، قال ابن ميمون: «إن القصة الواردة في النص المقدس ليست كما يعتقد عامة الناس حرفيّة في جميع أجزائها». ثم في نفس الفقرة، وضّح أن هذا ينطبق على النص من بدايته إلى اليوم السادس من الخلق.
أما ابن نحمان، الذي لطالما كان ناقدًا لآراء ابن ميمون العقلانية، فقد بيّن في تفسيره للتكوين استنتاجات خُلفية تنشأ إذا فسرنا قصة الخليقة تفسيرًا حرفيًّا، لذا قال إن القصة تشير إلى مفاهيم روحانية. وأورد نصًّا من مشناة حجيجة يبيّن المعنى الحقيقي لقصة الخلق، وهو معنًى باطني، توارثه المعلمون والعلماء المتقدمون توارثًا خاصًّا. تشير مصادر قبالية كلاسيكية كثيرة إلى دورات كونية للخلق (شميتوت)، تشبه المفاهيم الهندية عن اليوغات. اعتقد إسحاق بن سمويل العكّاوي، تلميذ ابن نحمان القباليّ البارز في القرن الثالث عشر، أن عمر الكون قريب من 15 مليار عام. وحسب تراث الشميتوت، فإن نص سفر التكوين يسرد العصر الحالي فقط، أما معلومات العصور الخالية فمخفية في القراءة الباطنية للنصوص.

لم يشع التفسير الحرفي لقصة الخلق التوراتية بين المفسرين الكلاسيكيين للتوراة. لذا كتب مفسر التوراة إبراهام بن عزرا (القرن الحادي عشر)،
إذا ظهر أن شيئًا في التوراة يخالف العقل، فعلى المرء أن يبحث عن حل في التفسير المجازي، فقصة شجرة معرفة الخير والشر مثلًا، لا يمكن أن تُفهَم إلا فهمًا مجازيًّا.
ولعلّ تفسير مسلك روش هشنة التوسافي كان واحدًا من الاستثناءات، إذ يظهر فيه تلميح إلى عمر الخليقة حسب القراءة الحرفية لسفر التكوين. هذا المنهج غير الحرفي يقبله كثيرون في اليهودية الأرثوذكسية الحديثة وبعض فروع اليهودية الحريدية.
أما راشي، فقد دل وصفه لأيام الخلق على أنها أيام حرفية، وألحق بمناقشته للجزء الأول من سفر التكوين تعليقات تقول إن الكون كله خلق مرة واحدة، ولكنه لم يحدد أي مدة للوجود قبل آدم.
في القرن الثالث عشر، ألمح الحاخام إسحاق بن سمويل العكاوي أنه ما دامت الدورات السبتية موجودة من قبل خلق الإنسان، فإن الزمن قبل آدم وحواء يجب أن يقاس بالسنين الإلهية لا بالسنين البشرية. جاء في المزمور 90:4: «لأن ألف سنة في عينيك مثل يوم أمس بعد ما عبر، وكهزيع من الليل». ومثل حجر الياقوت، اعتقد إسحاق أننا في الدورة السبتية السابعة ومن ثم أخذ رقم 42,000 وضربه بـ 365,250 (باعتبار أن السنة 365.25 يومًا) ليجد أن عمر الكون كان 15,340,500,000 عامًا عندما خُلق آدم.

## الآراء اليهودية ردًّا على داروين
ومع نشوء نظرية التطور لتشارلز داروين، وجد المجتمع اليهودي نفسه في نقاش عن المبادئ اليهودية للإيمان والمكتشفات العلمية الحديثة.

### آراء التوافق القبالية بعد عام 1800
غير الحاخام إلياس بناموسيغ، وهو قبالي إيطالي، رأيه في نظرية التطور مع الوقت. مرّت آراؤه بثلاث مراحل، توافق تفاعله مع أفكار عن التحوّل في ثلاثة أعمال، أولها تفسير إم ليمكرا للكتاب المقدس (1862-65)، والاتفاقية اللاهوتية الإيطالية (1877) وعمله العظيم المنشور بعد وفاته بالفرنسية، إسرائيل والإنسانية (1914). انتهى بناموسيغ إلى الرأي بأن نظرية داروين للأصل المشترك لكل الأحياة دليل يدعم التعاليم القبالية، التي وفّقها ليقدّم رؤية سحرية للتطور الكوني، لها مقتضيات جذرية في فهم تطور الأخلاق والدين نفسه. في سياق جدال التطور والخلق في أوروبا، كانت أهمية بناموسيغ في أنه أول مناصر يهودي تقليدي لرواية التطور الوحدوية (من وحدة الوجود). من أول كتاب لها في الموضوع، كتب بناموسيغ أن التطور إذا أصبح نظرية علمية ثابتة، فإنه لا يناقض التوراة ما دام الإنسان يرى أن الله يقوده.
أعطى الحاخام إسرائيل ليبستشيتز الدانزيغي (القرن التاسع عشر) محاضرة شهيرة عن التوراة وعلم المستحاثات، وهي مطبوعة في نسخة ياشين أو بواز للمشناة، بعد مسلك سنهدرين. كتب إسرائيل أن النصوص القبالية تعلّم أن الكون مر بدورات كثيرة للتاريخ، دامت كل دورة منها عشرات آلاف السنين. ربط إسرائيل هذه التعاليم بمكتشفات جيولوجية لعلماء أوروبيين وأمريكيين وآسيويين، ومكتشفات مستحاثية أيضًا. وناقش الماموث المكتشف في سيبيريا، روسيا عام 1807، وبقايا عدة جماجم لديناصورات كانت مكتشفة حديثًا. ولما لم يجد أي تعارض بين هذا وبين التعاليم اليهودية، قال: «من هذا كله، يمكن أن نرى أن كل القباليين الذين أخبرونا من قرون طويلة عن تدمير الأرض وتجديدها أربع مرات قد وجدوا أفضل تأكيد لمذهبهم في زماننا هذا».
عندما طور العلماء نظرية التطور أول مرة، كان الحاخام نفتالي زفي يهودا برلين مستحوذًا على هذه الفكرة، وكان يرى أن القبالة تحل الاختلافات بين القراءات التقليدية للكتاب المقدس والمكتشفات العلمية الحديثة. اقترح نفتالي أن الأحافير القديم للديناصورات بقايا كائنات هلكت في «العوالم» السابقة المذكورة في المدراش وفي بعض النصوص القبالية. اعتقد الحاخام أريه كبلان (1934–1983) بالرأي نفسها أيضًا.

## الرأي الأرثوذكسي في التطور في أواخر القرن 19
في أواخر العقد التاسع من القرن التاسع عشر، كتب الحاخام رافائيل هيرسش، وهو قائد مؤثر من أوائل المعارضين للأشكال غير الأرثوذكسية من اليهودية، أنه لا يعتقد بفكرة السلف المشترك (أن كل الحياة تطورت من كائن حي واحد)، وأنه حتى لو أثبت العلم واقعية التطور، فإن هذا لن يهدد معتقدات اليهودية الأرثوذكسية. وقال إن الإيمان بالتطور قد يزيد تقديس المرء لله من خلال فهم أعاجيبه (خطته الكبيرة الكونية).
لن يتغير هذا، حتى إذا تبيّن أن الفكرة العلمية القائلة بأن تكوّن كل الأشكال الحية على الأرض راجع إلى كائن حي واحد بدائي أثبتت أنها أكثر من فرضية غامضة لا يدل عليها الواقع. وحتى لو قبل العالم العلمي هذه الفكرة قبولًا تامًّا، فإن الفكر اليهودي، خلافًا لكاهن هذه الفكرة الأكبر، لن يدعونا إلى تبجيل أي تمثيل حي باقٍ لهذا الشكل البدائي من الحياة الذي يفترَض أنه سلفٌ لنا جميعًا. بل، إن اليهودية في هذه الحالة ستدعو كل أتباعها ليقدّسوا الأحدَ تقديسًا أعظم، الإله الوحيد الذي بحكمته الخلقية التي لا حدود لها وقدرته السرمدية، لم يحتج إلى أن يبدأ خلقه إلا بنواة واحدة غير متبلورة، وقانون واحد للتكيّف والوراثة ليخلق من الفوضى الظاهرة التي هي في حقيقتها نظام حتمي، التنوّع غير المحدود للأنواع التي نراها اليوم، التي لكل نوع منها خصائصه التي تميزه عن بقية الخلق. (الأعمال الكاملة، الجزء 7 الصفحتان 263-264)
وفي أوائل العقد الأول من القرن العشرين وأواسطه، انتهت اليهودية المحافظة والتجديدية إلى قبول وجود التطور حقيقةً علمية. وفسّروا سفر التكوين والتعاليم اليهودية الأخرى على ضوء هذه الحقيقة.

## الرأي الإصلاحي في التطور في أواخر القرن 19
لم يزل أنصار اليهودية الإصلاحية والتقدمية يدعون منذ أوائل القرن التاسع عشر أنهم يسعون إلى التوفيق بين الدين اليهودي ونخبة الفكر العلمي المعاصر. وكان علم التطور الفكرة العلمية التي جذبت معظم الاهتمام المستدام. من أفضل الأمثلة على هذا سلسلة من 12 موعظة نشرها إسحاق مير وايس، مؤسس اليهودية الإصلاحية الأمريكية، باسم الإله الكوني (1876)، وقدم فيها قصة إلهية عن تحول الأنواع بديلة عن الداروينية، التي رفضها بوصفها «وحشيّة بشرية». من الحاخامات الآخرين الذين كانوا أكثر تعاطفًا مع مفاهيم داروين للتطور: كوفمان كوهلر، وإميل هيرسش، وجوزف كروسكوبف. تفاعل هؤلاء مع أهم المشككين والملحدين مثل روبرت إنغرسول وفيلكس أدلر ومع أنصار النظرية التطورية البيولوجية، وكانت نتيجة هذا التفاعل ظهور مذهب وحدة وجود في عقائد اليهودية الإصلاحية في أمريكا. كتب إميل جي. هيرسش:
أكدت فلسفة التطور بطريقة أوضح من أي كلمة قالها البشر من قبل، الحقيقة الجوهرية لإعلان اليهودية المستمر وتصريحها بأن الله واحد. تظهر النظرية الوحدة في كل شيء حاضر وغابر. فالنجوم والصخور، والكواكب والحصى، والشمس والعشب، والصخر والنهر، والورقة والأشنة، كلها من نسيج خيط واحد. ومن ثم فالكون روح واحدة، هي الأحد. إذا كانت طاقة واحدة ظاهرة في كل الأشياء الظاهرة، ومادة واحدة ظاهرة في كل الأشكال المادية، فإن القول بأن عالم الحياة الواحد في جوهره هذا هو فكرة عقل خالق موجه واحد يشمل كل شيء ويكمن في كل شيء. أما أنا، عن نفسي، فإنني أعتقد أنني محق في تأكيدي على أن اليهودية فهمت أن الله ليس إلهًا مطلَق التعالي أو التجريد. إلهنا هو روح الكون... السبينوزية واليهودية ليستا نقيضين مطلقًا.

وبنفَس مشابه، كتب جوزف كروسكوبف:
حسب تعريفنا، الله هو آخر مطلَق يمكن تصوره، علّة الكلّ والعلّة في الكلّ، الحياة الكونية، القوة المتخللة في كل شيء، الحاكمة لكل شيء، الموجهة لكل شيء، خالق الكون وحاكِمه بالقواعد الأزلية الثابتة التي خلقها. كل الوجود جزء من وجوده، وكل الحياة جزء من حياته، وكل الفهم جزء من فهمه، وكل التطور والتقدم جزء من خطته.

## المفاهيم التطورية اليهودية للدين اليهودي في أواخر القرن التاسع عشر وأوائل القرن العشرين
كان لوسيين وولف (1857-1930) صحافيًّا ودبلوماسيًّا وصاحب سلطة مجتمعية كبيرًا، وكان عضوًا في هيئة مشتركة من الجمعية اليهودية الإنكليزية ومجلس النواب البريطاني، وهما الهيئتان الممثلتان لليهود الإنكليز. كتب لوسيين: «ما هي اليهودية؟ سؤال من أسئلة اليوم» في مجلة ذا فورتنايتلي ريفيو (1884) ردًّا على العنصرية البيولوجية المعادية للسامية لغولدوين سميث، وقبل فيها دعاوى سميث (بأن اليهود عرث بيولوجي شكّله دين كان في جوهره مجرّد شرعوية)، وكانت خطته محاولة قلب الحكم القيمي. فهم وولف التطور بالمعنى التقدمي القوي الذي كان شائعًا في الفكر الفيكتوري، وقال إن البيئة تختار الصفات التي تزيد النقاوة العرقية وتطور خصال العرق اليهودي باستمرار مع الوقت. أكد وولف أن «تفاؤل اليهودية» المعبر عنه في «الشرعوية» أعطى اليهود أفضلية بنسبة 30% إلى 40% على أصحاب الأديان والعقائد الأخرى، ولم يعبروا عن بقائهم عبر الأجيال وحسب، بل مثلوا لحظة مهمة في قصة التطة ر الإنساني. مكّنت «حكمة اليهودية وقوتها» مكّنتها من «تحقيق نفسها بوصفها خطوة مستقلة في تاريخ النوع الإنساني».
كان جوزف جاكوبز (1854-1916) كاتبًا وعالم اجتماع معيَّنًا في المعهد اللاهوتي اليهودي في نيويورك حتى نهاية حياته. أنتج جاكوبز أعمالًا متداخلة الاختصاصات في التاريخ والإحصاء وعلم الأعراق، وكان طالب أنثروبولوجيا في المخبر الإحصائي في كلية جامعة لندن في ثمانينيات القرن التاسع عشر وكان معلّمه عالم تحسين النسل فرانسيس غالتون. كان جاكوبز من الذين لم يكن عندهم أي معنًى لليهودية والهوية اليهودية إلا من خلال الفكر التطوري. قدم جاكوبز قصة تطورية للتاريخ اليهودية طرح فيها تطورات تفرعية في الدين اليهودي، وناقش مسألة العرق اليهودية والأمة اليهودية من وجهات نظر أنثروبولوجية واجتماعية واتخذ هذا وسيلة لمواجهة الأنماط المعادية للسامية في عصره. أنشأ معايير أحجام الجماجم، وحلل أشكال الأنوف، وصنّف إحصائيات حيوية متعددة، وتوزيع الثروة، ونسبة العباقرة للأفراد في تطبيقه لتعاليم غالتون أستاذه في علم تحسين النسل. فعلى سبيل المثال، في محاولته لتفسير ارتفاع عدد الأطفال في الأسرة اليهودية، اقترح جاكوبز أن هذا يمكن تفسيره بارتفاع نسبة الزواج بين أبناء العمومة والأخوال، وجازف وادّعى أن هذا الزواج أخصَب من الزواجات المختلطة. أما ارتفاع نسبة المولودين الذكور، التي لاحظ جاكوبز أن داروين ذكرها في كتابه أصل الإنسان، وبغض النظر عن مبالغة الإحصائيات الفاسدة لها، يبدو أنها «واحدة من الظواهر البيولوجية الإحصائية التي تبدو عرقية بشكل مميز». بغض النظر عن هذا، أكد جاكوبز على أن الإطار الجامع والسياق لمسعاه في العلم الكمي كان دائمًا سياقًا قيميًّا تاريخيًّا، ومن ثم فقد يقول المرء إن عمله يمثل أول إجابة متعددة التخصصات لسؤال: ما هو اليهودي؟
قدم وولف وجاكوبز كلاهما اليهودية بوصفها دراسة حالة للبحث في دور الدين في التطور الإنساني، ومن ثم أنسنا اليهودي وعمماه في الوقت نفسه. اعتقد الرجلان أنه بالنظر إلى الدين اليهودي بعيون نظرية التطور يمكن تفسير اختلاف اليهود بطريقة تواجه تهديد الامتصاص الذي تهدد به معاداة السامية.